# ماهورزان
ماهورزان(خمین)، روستایی از توابع بخش مرکزی شهرستان خمین در استان مرکزی ایران است. در مصوبه سال 1390 روستاهای ماهورزان، پندرجان و سنجدک با هم ادغام و به یک روستای واحد به نام سده حمزه لو تبدیل شدند.

## خانه‌های روستا
اکثریت خانه های روستا به صورت خشتی بود اما در تخریب های بارندگی سال 1400 خانه های فرسوده از بین رفتند و خانه های جدید جایگزین آن شدند. همچنین از سال 1400 ساخت و ساز افراد کوچ کرده از روستا به منظور داشتن خانه ای در روستا شدت گرفته است. خانه های این روستا و روستای پندرجان به همدیگر نزدیک می باشد و تفکیک جغرافیایی آن بسیار سخت هست

## امکانات روستا
امکانات این روستا که در قالب روستای سده حمزه لو می باشد  برق، آب لوله کشی، گاز شهری،تلفن ثابت بی سیم ، نانوایی، سوپرمارکت ،خانه بهداشت ، مدرسه ابتدایی و آژانس محلی می باشد. 

## محصولات
غالب محصولات روستا گل،سیفی جات،گندم، جو، لوبیا، یونجه، انگور، بادام، گردو، گیلاس، آلبالو، زردآلو و محصولات لبنی می باشد

## جمعیت
این روستا در دهستان حمزه لو قرار دارد و براساس سرشماری مرکز آمار ایران در سال ۱۳۸۵، جمعیت آن ۱۷۴ نفر (۴۸خانوار) بوده‌است. شغل اکثریت جوان ساکن روستا کشاورزی و گلکاری و دامداری می باشد و ساکنین ماهورزان به غیر از دشت ماهورزان در دشت پندرجان و ککاوین و نصرآباد و چوگان دارای زمین کشاورزی هستند. 
نرخ تحصیلات دانشگاهی  متولدین این روستا نسبت به روستاهای اطراف بالاترین حد خود را دارد و اکثر آنها در شهرهای تهران و اراک و خمین  ساکن و شاغل هستند.

## موقعیت جغرافیایی
این روستا به گونه‌ای مرکز چندین روستا می‌باشد. جاده مواصلاتی دیگر ارک-خمین از وسط این روستا و جاده مواصلاتی اراک-محلات نیز از کنار این روستا می‌گذرد نقش این روستا ارتباطی است. روستای متروکه نصرآباد در شمال و روستای پندرجان و سنجدک در غرب و روستای چوگان در شرق و زمین های زراعی روستای چوگان در جنوب این روستا واقع شده است

## معنای لغوی روستای ماهورزان
معنای لغوی ماهورزان: ماهور برگرفته از ماه+ور دارای ویژگی وصفت ماه چنانچه این نام ماهور( mahvar) تلفظ شود به معنی تپه های به هم پیوسته ی دامنه کوه ونام یکی از دستگاهای موسیقی ایرانی می باشد.

## آثار تاریخی روستا
۱- بولاق (به ترکی چشمه آب) که دارای قدمت بالا و آب آشامیدنی هست و به عنوان یک مکان مقدس ازآن یاد می شود
منابع
- «نتایج سرشماری ایران در سال ۱۳۸۵». درگاه ملی آمار. بایگانی‌شده از روی نسخه اصلی در ۲۱ آبان ۱۳۹۲.